# Bnei Noah
B'nei Noach (do hebraico בני נח, "Filhos de Noé"), Noaíticos  ou Noahide é um termo utilizado no judaísmo para designar não-judeus de crença monoteísta que tenham aderido aos princípios estabelecidos nas Sete Leis de Noé.
Tecnicamente o termo Bnei Noach designa toda a humanidade (os descendentes de Noé), mas no contexto judaico o termo se refere a indivíduos não-judeus e/ou civilizações que sigam os princípios legais específicos estabelecidos pelos sábios do Talmud.
Nas últimas décadas tem sido cada vez mais comum a busca pela organização de um sistema religioso Noahide por parte de indivíduos que se identificam com as alternativas religiosas sem denominação e que, apesar de atraídos pelo judaísmo, não pretendem se converter à fé mosaica. Como tradição não-proselitista o judaísmo não busca converter noatícos e por vezes há rabinos que dissuadem os interessados em conversão, aconselhando-os a seguir as chamadas sete Leis de Noé.

## Origens e definições
De acordo com a tradição judaica, todos os seres humanos são descendentes diretos de Noé e dos filhos deste, os sobreviventes do Dilúvio Universal (conforme visto em Gênesis). Estes sobreviveram através da instrução do Criador, tendo construído uma arca para refúgio, enquanto o restante da humanidade foi exterminada. Ao saírem da arca, o Criador estabeleceu com Noé e seus filhos uma aliança que envolvia, de acordo com o Talmud, a observância de sete leis básicas conhecidas como Leis de Noé, obrigatórias à toda humanidade.  Posteriormente, Deus separou os judeus como povo sacerdotal e guardião da Torá, e por isso mesmo sujeitos a outros mandamentos além das Sete Leis de Noé.

## As Sete Leis de Noach
Estas são as Sete Leis de Noé:
1. Avodah zarah – Não cometer idolatria: Proíbe a adoração de qualquer ser humano ou criatura (Ver significado de "Adoração" segundo o Judaísmo). Também é proibida a fabricação de ídolos. (Para compreender melhor essa e as outras leis, consulte as fontes Judaicas e então terá o discernimento necessário sobre o conceito de Deus de Israel e Sua Natureza).
2. Shefichat damim - Não assassinar: Proíbe o assassinato e suicídio. Causar danos ao próximo também é proibido. (Exceto se for uma reação justa).
3. Gezel - Não roubar: Proíbe a obtenção indevida de qualquer bem de um terceiro.
4. Gilui arayot - Não cometer imoralidades sexuais: Proíbe o adultério, incesto, homossexualidade e bestialidade, de acordo com as definições da Torá.
5. Birkat Hashem - Não blasfemar: Proíbe dirigir uma maldição ao Ser Supremo. (Assim como proíbe fazer promessas a Deus que não serão cumpridas, as que serão cumpridas são permitidas).
6. Ever min ha-chai - Não maltratar aos animais: Promove o bom trato de toda vida animal. Além disso, incentiva a apreciação por todos os tipos de seres vivos e o respeito pela natureza como criação de Deus. (Não consumir o sangue do animal nem qualquer parte do mesmo estando o animal em si ainda vivo, por exemplo os testículos após a castração e fazer uma abate correto e rápido desferindo o mínimo de sofrimento ao animal quando necessario abatê-lo para consumo ou diante de problemas irreversíveis com exceção da auto-defesa caso necessário).
7. Dinim - Estabelecer sistemas e leis de honestidade e justiça: A obrigação de exigir e trabalhar para que sejam feitos julgamentos justos pelas cortes do país, estado, cidade, assim como por parte das autoridades. (Desde que sejam estes, Bnei Noach) assim como observar em todas suas própria ações a Honestidade e a Justiça. (Originalmente há uma recomendação para que seja estabelecida uma corte própria selecionada pelo Tribunal Rabínico para julgar entre os Bnei Noach).